# 四折叠球菌属
四折叠球菌属（学名：Quadrisphaera）是四折叠球菌科下的一个属。

## 下属物种
本属包括以下物种：
- Quadrisphaera granulorum Maszenan et al., 2005[2]
- 谷物四折叠球菌 Quadrisphaera oryzae Muangham et al. 2020
- 狗尾草四折叠球菌 Quadrisphaera setariae Kim et al. 2022[3]